# Walter Gehlen
Walter Gehlen (* 20. Jahrhundert) ist ein deutscher Kanusportler und Weltmeister.
Er stammte aus Grevenbroich, in dessen Sportverein er den Kanuslalom-Sport mit seinem Partner Friedrich Bohry so erfolgreich betrieb, dass beide bald zum Nationalkader des Deutschen Kanu-Verbandes gehörten. Bei den Deutschen Kanu-Meisterschaften 1963 errangen sie im Zweier-Canadier (C2) den 2. Platz.
1965 nahmen beide an den Weltmeisterschaften in Spittal an der Drau teil, bei der sie eine Bronzemedaille gewannen. Bei der Wildwasser-WM 1967 wurde er mit der deutschen Nationalmannschaft im Zweier-Canadier Weltmeister, wofür er am 10. Mai 1968 mit dem Silbernen Lorbeerblatt ausgezeichnet wurde.
Bei den Wildwasser-Weltmeisterschaften 1969 trat er im Einer-Canadier an und errang auch in dieser Disziplin den Weltmeistertitel in der Mannschaft.
Schließlich wurde er 1973 im Wildwasserrennen im Einer-Canadier mit der deutschen Mannschaft (Bernd Heinemann, Gehlen und Sepp Schumacher) erneut Weltmeister.